# Andrew Robertson
Andrew Robertson (født d. 11. marts 1994 i Glasgow, Skotland) er en skotsk professionel fodboldspiller, som spiller som venstre back hos Premier League-klubben Liverpool F.C. og er anfører for Skotlands fodboldlandshold.
Robertson begyndte sin fodboldkarriere hos Queen's Park i 2012 før han tog til Dundee United året efter. Hans præstationer i sin første sæson som professionelle fodboldspiller gav ham prisen som årets unge skotske fodboldspiller, og hvor han også fik sin internationale debut for Skotland. Han kom til Hull City i 2014 for £2,85 mio., og i 2017 skiftede han til Liverpool i en handel til omkring £8 mio.
Robertson har opnået flere præstationer og vundet flere priser, mens han har været hos Liverpool, hvor han blandt andet vandt Champions League i 2019 og Premier League i 2020. Han blev også valgt til PFA Team of the Year for sin præstation i Premier League i 2018-19 sæsonen.
Han debuterede for Skotlands landshold i maj 2014 og blev udnævnt som kaptajn i september 2018. Han repræsenterede Skotland ved UEFA Euro 2020.

## Tidligt liv og karriere
Robertson blev født i Glasgow. Han kom til Celtic som ung, men blev frigivet på U/15-niveau, da de mente, at han var for lav. Herefter kom han til Queen's Park.

## Klubkarriere

### Queen's Park
Robertson var tæt på at starte på universitetet, men blev i stedet hentet til Queen's Park forud for 2012–13 sæsonen. Han fik sin debut for klubben i Scottish Challenge Cup mod Berwick Rangers. Han endte med at få 40 optrædener for klubben i denne sæson, hvilken hjalp klubben til en 3. plads i den skotske tredje division. Hans første mål for klubben kom i et 2-1 nederlag til East Stirlingshire d. 13. november 2012.

### Dundee United
Robertson skrev under med Scottish Premier League-klubben Dundee United F.C. d. 3. juni 2013. Han kom hurtigt i holdets startellever, og han fik sin debut for klubben i sæsonåbningen i en 0-0 kamp mod Partick Thistle. D. 23. september 2013 scorede Robertson sit første mål for Dundee United i en 2-2 kamp mod Motherwell. Kort efter underskrev Robertson en ny kontrakt med Dundee United frem til maj 2016. Han blev herefter kåret til månedens unge skotske spiller i september 2013 og månedens spiller for november 2013. D. 12. april 2014 spillede Robertson i Scottish Cup-semifinalen mod Rangers; en kamp som Dundee United vandt 3-1. I april 2014 blev Roberts kåret som årets unge spiller i Skotland og kom også på årets hold for 2013–14 sæsonen i Scottish Premiership.

### Hull City
De flotte præstationer for Dundee United betød, at Robertson i juli 2014 skrev under med Premier League-klubben Hull City, efter at Dundee United havde accepteret et bud på £2,85 mio. fra Hull. Robertson skrev under på en 3-årig kontrakt. Han fik sin officielle debut for klubben i åbningenskampen mod QPR, hvor Hull vandt 1-0. Robertson faldt hurtigt til i Hull, og han vandt også prisen som månedens spiller i Hull for august 2014. Hans første mål for Hull var d. 3. november 2015 i en udekamp mod Brentford, hvor han åbnede kampen i en 2-0 sejr. Robertson startede i Championship play-off finalen 2016 mod Sheffield Wednesday, som Hull vandt 1-0 og dermed sikrede oprykning til Premier League.

### Liverpool
D. 21. juli 2017 skrev Robertson under på en langtidskontrakt med Liverpool til en transfer af £8 mio. D. 19. august fik han sin debut i en 1-0 sejr over Crystal Palace. Robertson startede Premier League-sæsonen 2017–18 på bænken, da han måtte se sig overgået af holdkammeraten Alberto Moreno på venstre backen. Men da spanieren blev skadet i december 2017, fik Robertson chancen og imponerede fansene og træneren Jürgen Klopp i en sådan grad, at han blev førstevalget på venstre backen. Bl.a. fik hans præstation i en 4-3 sejr mod førerholdet i Premier League, Manchester City, d. 14. januar stor ros fra Liverpool fansene. Han scorede sit første mål for klubben i den sidste kamp for 2017–18 sæsonen mod Brighton i en 4-0 sejr.

## Internationalt
Robertson blev valgt til Skotlands U/21-fodboldlandshold i oktober 2013. Han fik sin debut som indskifter i en 2-1 sejr mod Slovakiet.
Robertson blev indkaldt til Skotlands fodboldlandshold forud for en venskabskamp mod Polen d. 5. marts 2014. Han kom ind som indskifter i 2. halvleg, da Skotland vandt 1-0 i Warszawa. Skotlands manager Gordon Strachan var efterfølgende ude og rose Robertson i store vendinger. Robertson fik efterfølgende sin første kamp fra start for Skotland mod Nigeria d. 28. maj 2014 i en 2-2 kamp.
Robertson scorede sit første internationale mål for Skotland mod England på Celtic Park i november 2014, da han scorede Skotlands eneste mål i et 3-1 nederlag.
D. 3. september 2018 blev Robertson valgt som Skotlands anfører.

## Privatliv
Robertson, der er en praktiserende romersk katolik, er gift med Rachel Roberts, som han blev gift med i sommeren 2022. Roberts fødte deres søn, Rocco, den 26. august 2017, og i januar 2019 bød de velkommen til deres andet barn og første datter, Aria. Robertson har irske rødder gennem sin bedstemor, der kommer fra Glenfarne.
I marts 2018 donerede Robertson en signeret Liverpool-trøje fra sin holdkammerat Roberto Firmino til en ung dreng, der havde givet sine lommepenge til en lokal fødevarebank. I marts 2020 rapporterede The Sunday Times, at Robertson havde doneret betydelige summer til fødevarebanker i Glasgow-området.
I september 2020 udgav Robertson sin første bog, Robbo: Now You're Gonna Believe Us, som primært fokuserer på Liverpools kampagne i 2019-20. Alle overskud fra bogen går til Robertsons fond, som hjælper udsatte børn i Skotland.
I november 2020 begyndte han og hans Liverpool-holdkammerat Trent Alexander-Arnold at optræde i deres egen digitale serie på IGTV kaldet Wingmen.
Robertson blev udnævnt til Medlem af Den Britiske Imperieorden (MBE) i 2023 New Year Honours for tjenester inden for fodbold, velgørenhed og unge mennesker.